# Leon Nieścior
Leon Nieścior (ur. 7 lutego 1962 w Brańsku) – polski duchowny katolicki, Misjonarz Oblat Maryi Niepokalanej (OMI), profesor nauk teologicznych, profesor nadzwyczajny w Instytucie Teologii Systematycznej Uniwersytetu Kardynała Stefana Wyszyńskiego w Warszawie.
W 1987 przyjął święcenia kapłańskie. Doktorat obronił w 1993. Habilitował się w 2001. W 2017 otrzymał tytuł naukowy profesora nauk teologicznych.
Specjalizuje się w patrologii. Od 2014 pełni funkcję kierownika Katedry Teologii Patrystycznej w Instytucie Teologii Systematycznej Uniwersytetu Kardynała Stefana Wyszyńskiego w Warszawie. Był kierownikiem Katedry Teologii Misji UKSW.

## Autorskie publikacje monograficzne
- Anachoreza w pismach Ewagriusza z Pontu (1997)
- Asceza chrześcijańska i filozofia w pismach Nila z Ancyry (2001)
- Myśl wczesnochrześcijańska wobec wyzwania czasu : wybrane zagadnienia z teologii Ojców (2002)
- Kościół otwarty na ludy : misyjna myśl Ojców Kościoła : wybrane zagadnienia (2011)
- Mowa misyjna Jezusa w interpretacji patrystycznej  (2013)